# Diedendorf
Diedendorf település Franciaországban, Bas-Rhin megyében. Lakosainak száma 329 fő (2022. január 1.). Diedendorf Niederstinzel, Altwiller, Harskirchen, Sarrewerden és Wolfskirchen községekkel határos.

## Népesség
A település népességének változása:
| Lakosok száma | 324  | 315  | 335  | 330  | 337  | 337  | 340  | 344  | 329  |
|               | 2013 | 2015 | 2016 | 2017 | 2018 | 2019 | 2020 | 2021 | 2022 |